# Кадзіяма Йохеї
Йохеї Кадзіяма (яп. 梶山 陽平, нар. 24 вересня 1985, Токіо) — японський футболіст, півзахисник клубу «Токіо».
Виступав, зокрема, за клуб «Токіо».

## Ігрова кар'єра
Народився 24 вересня 1985 року в місті Токіо. Вихованець футбольної школи клубу «Токіо». Дорослу футбольну кар'єру розпочав 2004 року в основній команді того ж клубу, в якій провів вісім сезонів, взявши участь у 242 матчах чемпіонату. Більшість часу, проведеного у складі «Токіо», був основним гравцем команди.
Згодом у 2013 році грав на правах оренди у складі команд клубів «Панатінаїкос» та «Ойта Трініта».
До складу клубу «Токіо» повернувся 2014 року. Відтоді встиг відіграти за токійську команду 38 матчів в національному чемпіонаті.

## Титули і досягнення
- Володар Кубка Джей-ліги (2):

«Токіо»: 2004, 2009
- Володар Кубка Імператора Японії (1):

«Токіо»: 2011
- Володар Кубка банку Суруга (1):

«Токіо»: 2010